# Gurja Khani
Gurja Khani (en népalais : गुर्जा खानी) est un comité de développement villageois du Népal situé dans le district de Myagdi. Au recensement de 2011, il comptait 964 habitants.